# Greenbelt (Maryland)
Greenbelt é uma cidade localizada no estado americano de Maryland, no Condado de Prince George's. A sua área é de 15,6 km², sua população é de 21 456 habitantes, e sua densidade populacional é de 1 385,3 hab/km² (segundo o censo americano de 2000). A cidade foi fundada em 1937.

## Demografia
Segundo o censo americano de 2000, a sua população era de 21.456 habitantes.
Em 2006, foi estimada uma população de 21.972, um aumento de 516 (2.4%).

## Geografia
De acordo com o United States Census Bureau tem uma área de
15,6 km², dos quais 15,5 km² cobertos por terra e 0,1 km² cobertos por água.

## Ligações externas

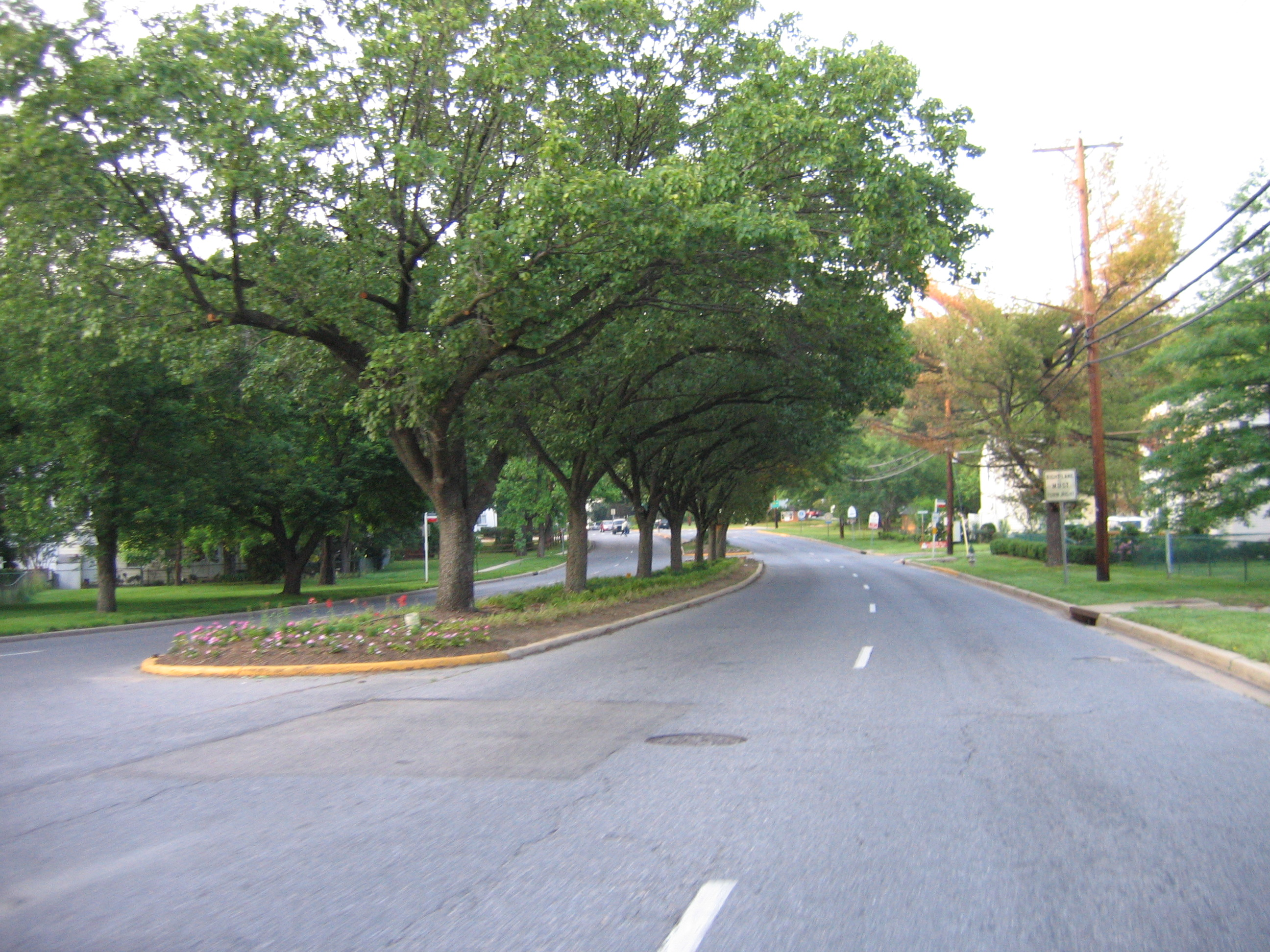
Southway
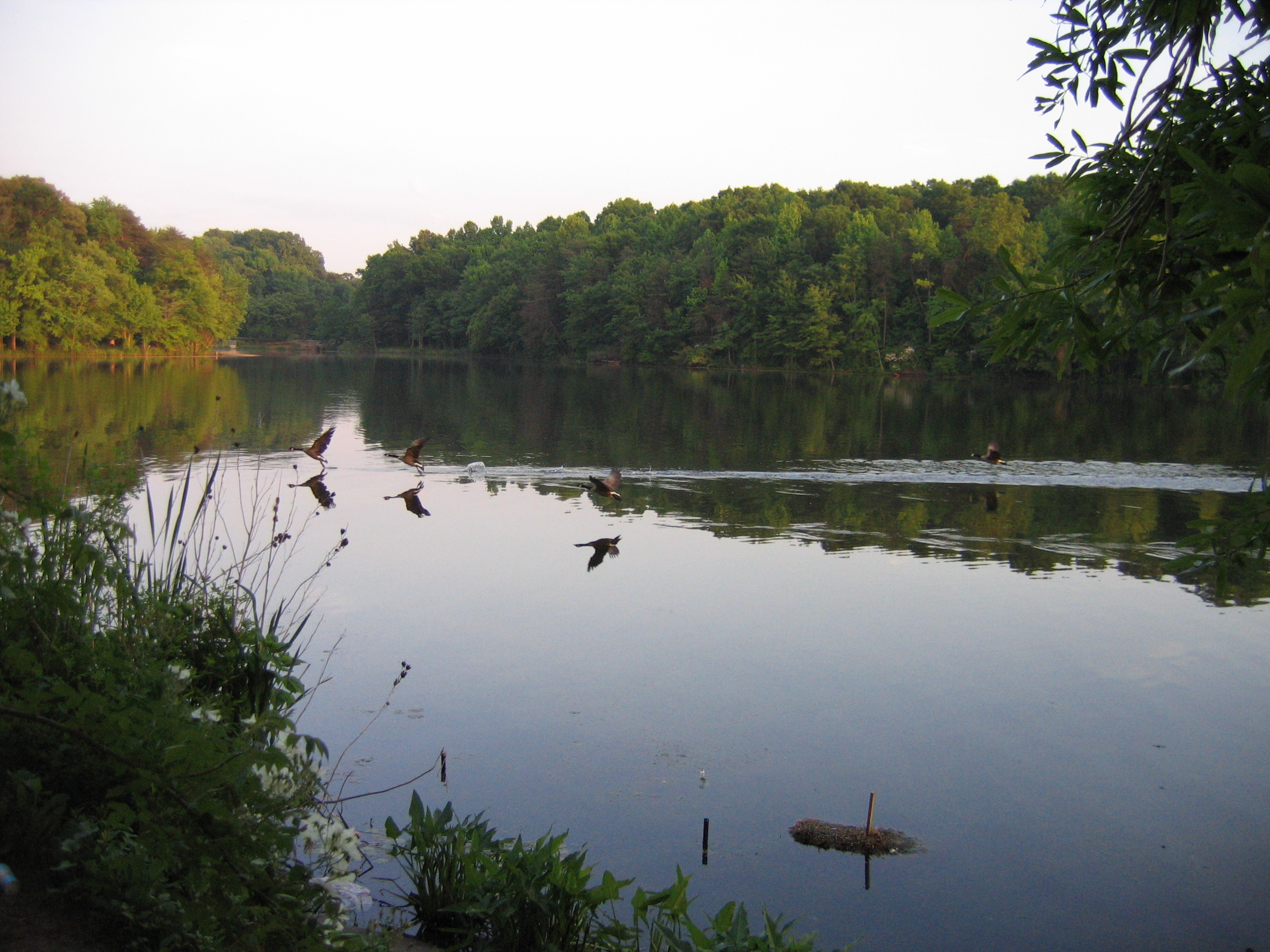
Albert S Buddy Attick Lake Park

## Localidades na vizinhança
O diagrama seguinte representa as localidades num raio de 8 km ao redor de Greenbelt.